# Giao thông Nam Định
Nam Định là tỉnh ở vị trí đầu mối giao thông về đường bộ, đường sắt, đường thủy của vùng Đồng bằng sông Hồng.

## Đường bộ

### Đường cao tốc
Hiện Nam Định có Đường cao tốc Bắc – Nam phía Đông đi qua với đoạn đi qua địa phận tỉnh dài 20,4 km. Theo quy hoạch, dự kiến đến năm 2030 Nam Định có hai tuyến cao tốc mới là Đường cao tốc Phủ Lý – Nam Định với hai đoạn dài 25 km và Đường cao tốc Ninh Bình – Hải Phòng dài 30 km.

### Quốc lộ

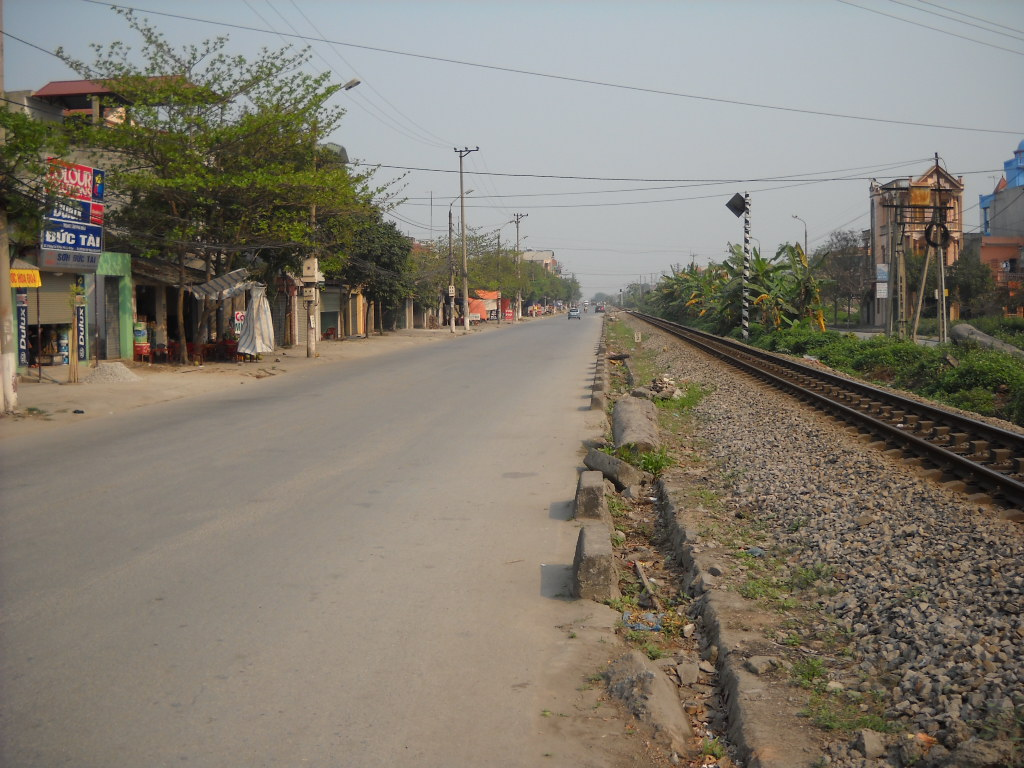
Quốc lộ 21B, đoạn Phủ Lý đi Nam Định

Các tuyển quốc lộ đi qua Nam Định: Quốc lộ 10, Quốc lộ 21, Quốc lộ 21B, Quốc lộ 37B, Quốc lộ 38B,...

### Hệ thống xe buýt
Theo thống kê của Phòng Quản lý Vận tải - Phương tiện và người lái thuộc Sở Giao thông vận tải Nam Định, đến năm 2020 trên địa bàn tỉnh có 10 tuyến xe buýt với tổng số 74 xe, tổng tải trọng 3.184 chỗ.
Đến năm 2023, Nam Định có 10 tuyến xe buýt gồm:
- NĐ01: TP. Nam Định - TT. Quất Lâm, huyện Giao Thủy
- NĐ02: TP. Nam Định - TT. Thịnh Long, huyện Hải Hậu
- NĐ03: TP. Nam Định - TT. Đông Bình, huyện Nghĩa Hưng
- NH05: TP. Nam Định - TP. Phủ Lý (Hà Nam)
- NĐ06B: TP. Nam Định - Cầu Vĩnh Tứ (Yên Lợi - Ý Yên)
- NĐ07: TP. Nam Định - Trực Khang (Trực Ninh)
- NĐ08A: TP. Nam Định - Giao Thiện (Giao Thủy)
- NĐ08B: TP. Nam Định - Xuân Đài (Xuân Trường)
- NĐ10: TP. Nam Định - TT. Quất Lâm, huyện Giao Thủy
- NN11: TP. Nam Định - TP. Ninh Bình

## Đường sắt

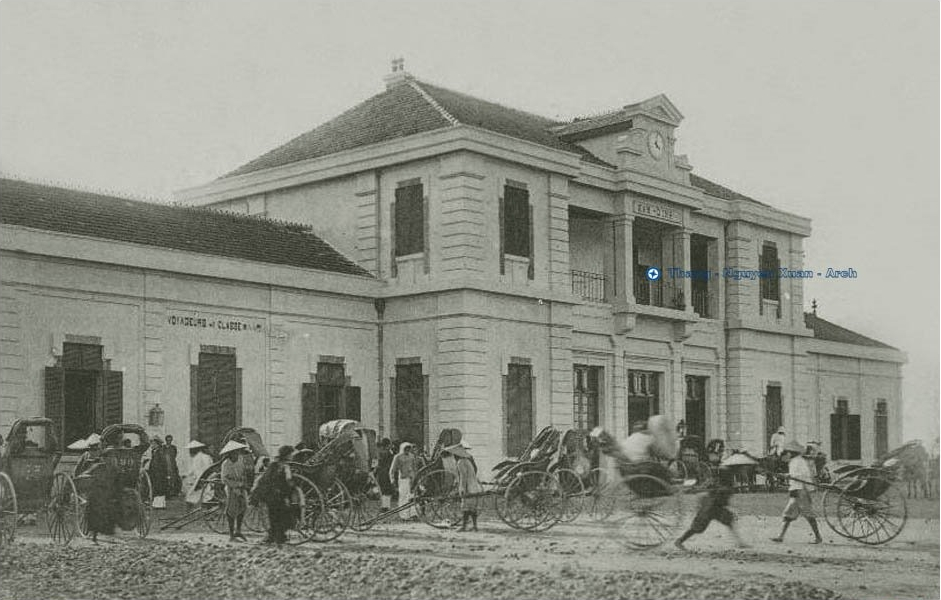
Ga Nam Định thời Pháp thuộc

Tuyến đường sắt Bắc Nam có đoạn qua địa bàn tỉnh Nam Định với chiều dài 41,2km và 6 ga hành khách và hàng hóa. Ga Nam Định là nhà ga đường sắt lớn nhất tỉnh.
Dọc tuyến đường sắt này có nhiều khu dân cư, nhiều tuyến đường dân sinh cắt qua đường sắt với lượng người và phương tiện lưu thông lớn nên tiềm ẩn nhiều nguy cơ mất an toàn giao thông đường sắt.

## Đường thủy
Nam Định có bờ biển dài 72km, và có sông Hồng, sông Đáy, sông Ninh Cơ chảy qua.
Theo Quy hoạch tỉnh Nam Định thời kỳ 2021-2030, tầm nhìn đến năm 2050, tỉnh Nam Định chú trọng phát triển mạng lưới đường thủy nội địa nhằm phục vụ vận tải hàng hóa và hành khách. Tỉnh sẽ có 3 tuyến đường thủy cấp đặc biệt gồm tuyến Hà Nội - Lạch Giang, tuyến Cửa Đáy - Ninh Bình và tuyến Quảng Ninh - Ninh Bình.